# 479 (szám)
A 479 (római számmal: CDLXXIX) egy természetes szám, prímszám.

## A szám a matematikában
A tízes számrendszerbeli 479-es a kettes számrendszerben 111011111, a nyolcas számrendszerben 737, a tizenhatos számrendszerben 1DF alakban írható fel.
A 479 páratlan szám, prímszám. Biztonságos prím. Pillai-prím. Normálalakban a 4,79 · 102 szorzattal írható fel.
A 479 négyzete 229 441, köbe 109 902 239, négyzetgyöke 21,88607, köbgyöke 7,82429, reciproka 0,0020877. A 479 egység sugarú kör kerülete 3009,64576 egység, területe 720 810,16003 területegység; a 479 egység sugarú gömb térfogata 460 357 422,2 térfogategység.
A 479 helyen az Euler-függvény helyettesítési értéke 478, a Möbius-függvényé −1.